# Naturschutzgebiet Liesetal

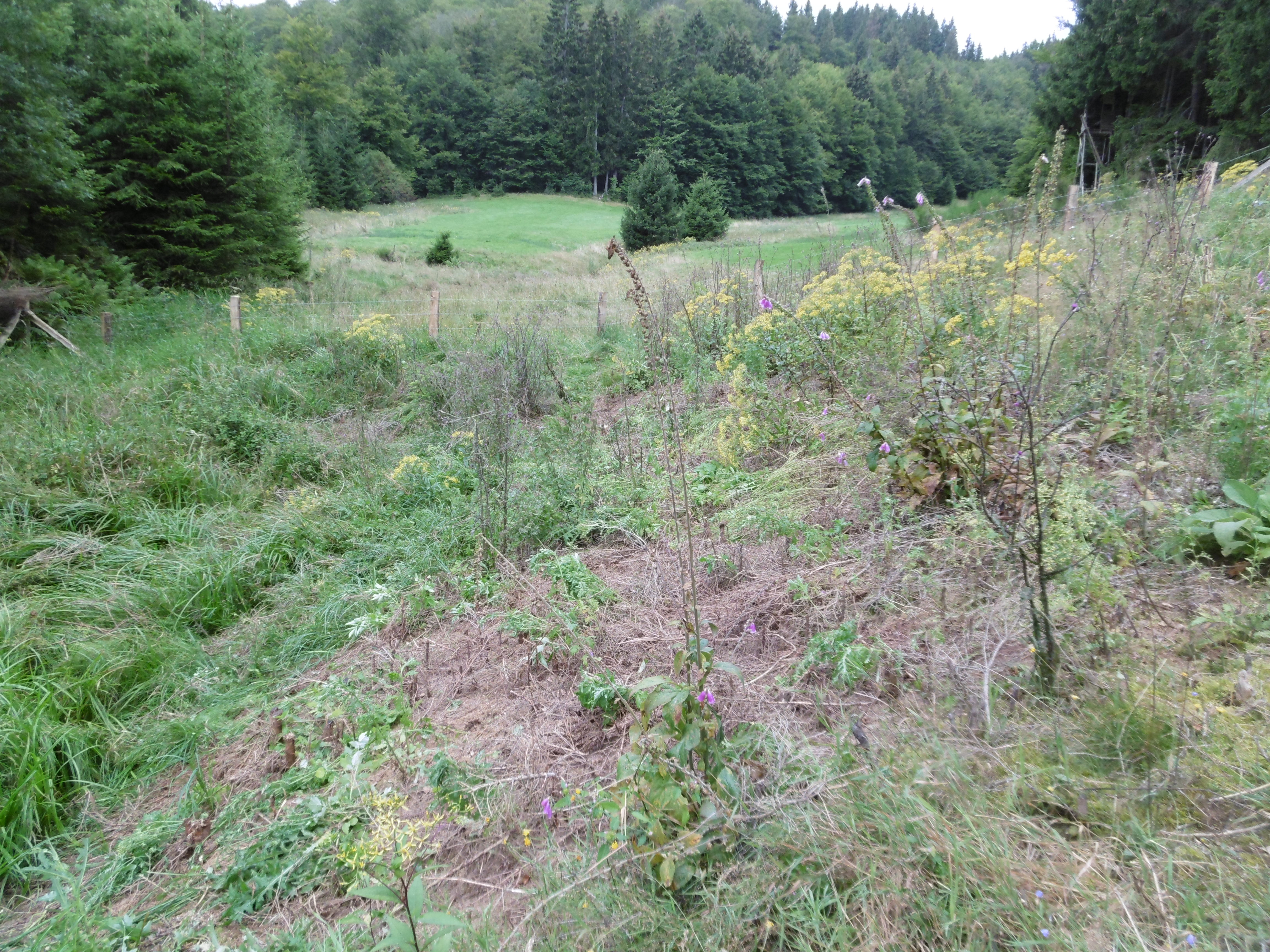
Liesetal im Bereich des NSG-Anfangs

Das Naturschutzgebiet Liesetal mit einer Größe von 50,3 ha liegt zwischen Hesborn und Züschen im Stadtgebiet von Hallenberg. Es wurde 1990 von der Bezirksregierung Arnsberg als Naturschutzgebiet (NSG) ausgewiesen. Das Gebiet wurde am 15. September 2004 mit dem Landschaftsplan Hallenberg durch den Hochsauerlandkreis erneut als NSG ausgewiesen. Das NSG ist Teil des Europäischen Vogelschutzgebiets Medebacher Bucht und des FFH-Gebietes Liesetal-Hilmesberg (DE 4817-305). Im Südosten grenzt das Naturschutzgebiet Hilmesberg an.

## Gebietsbeschreibung
Das NSG schließt das Liesetal und vier Nebentäler ein. Zwei Nebentäler liegen westlich des Tales und zwei nordöstlich. Die Täler werden von naturnahen Bächen durchflossen.

## Tier- und Pflanzenarten im NSG
Auswahl vom Landesamt für Natur, Umwelt und Verbraucherschutz Nordrhein-Westfalen dokumentierter Brutvogelarten im Gebiet sind Blaumeise, Brauner Grashüpfer, Buchfink, Buntspecht, Dorngrasmücke, Gartengrasmücke, Gartenrotschwanz, Gimpel, Goldammer, Grauschnäpper, Klappergrasmücke, Kohlmeise, Mäusebussard, Mönchsgrasmücke, Neuntöter, Rotkehlchen, Schwarzspecht, Star, Sumpfmeise, Tannenhäher, Tannenmeise, Wasseramsel, Zaunkönig und Zilpzalp.
Auswahl vom Landesamt dokumentierter weiterer Tierarten: Crenobia alpina, Aurorafalter, Bergmolch, Brauner Waldvogel, Bunter Grashüpfer, C-Falter, Chaetopteryx villosa, Dinocras cephalotes, Dreieckstrudelwurm, Dukatenfalter, Dunkers Quellschnecke, Ecdyonurus venosus, Eiförmige Schlammschnecke, Epeorus assimilis, Große Eintagsfliege, Feuerfarbene Eintagsfliege, Flussnapfschnecke, Gewöhnlicher Flohkrebs, Gefleckter Schnellschwimmer, Gemeine Dornschrecke, Gemeine Kugelmuschel, Gemeiner Grashüpfer, Gemeiner Wasserläufer, Gerandete Steinfliege, Grasfrosch, Großer Bachläufer, Großer Kohlweißling, Feuersalamander, Habrophlebia fusca, Kleine Sumpfschnecke, Kleiner Fuchs, Landkärtchen, Nachtigall-Grashüpfer, Perlodes microcephala, Rapsweißling, Rostfarbiger Dickkopffalter, Rote Keulenschrecke, Rotbraunes Ochsenauge, Schachbrettfalter, Sumpfgrashüpfer, Tagpfauenauge, Waldeidechse, Weißbindiges Wiesenvögelchen und Zweipunkt-Dornschrecke. 
Auswahl vom Landesamt dokumentierter Pflanzenarten im Gebiet: Acker-Schachtelhalm, Acker-Schmalwand, Acker-Witwenblume, Arnika, Aronstab, Bach-Nelkenwurz, Bachbunge, Berg-Platterbse, Berg-Weidenröschen, Besenginster, Bitteres Schaumkraut, Bittersüßer Nachtschatten, Blutwurz, Borstgras, Breitblättriger Rohrkolben, Breitblättriges Knabenkraut, Brennender Hahnenfuß, Busch-Windröschen, Dreizahn, Echte Brunnenkresse, Echte Nelkenwurz, Echter Baldrian, Echter Wurmfarn, Echtes Barbarakraut, Echtes Johanniskraut, Echtes Labkraut, Echtes Mädesüß, Eichenfarn, Fieberklee, Frauenfarn, Frühlings-Hungerblümchen, Fuchs’ Knabenkraut, Gänseblümchen, Gamander-Ehrenpreis, Geflecktes Johanniskraut, Geflecktes Knabenkraut, Gegenblättriges Milzkraut, Gemeiner Hohlzahn, Gewöhnliche Pestwurz, Gewöhnliche Waldrebe, Gewöhnliches Ferkelkraut, Gewöhnliches Habichtskraut, Gewöhnliches Hirtentäschel, Gewimpertes Kreuzlabkraut, Gras-Sternmiere, Großblütiger Fingerhut, Großer Wiesenknopf, Großes Hexenkraut, Gundermann, Hain-Augentrost, Harzer Labkraut, Heide-Labkraut, Heidelbeere, Herbstzeitlose, Hundspetersilie, Kahnblättriges Torfmoos, Kamm-Spaltzahnmoos, Kleine Bibernelle, Kleine Braunelle, Kleiner Baldrian, Kleine Klette, Kleine Wasserlinse, Kleiner Klappertopf, Kleiner Wiesenknopf, Kleines Habichtskraut, Kletten-Labkraut, Knoblauchsrauke, Knolliger Hahnenfuß, Knäuel-Hornkraut, Kohldistel, Kriechender Günsel, Kriechender Hahnenfuß, Kuckucks-Lichtnelke, Körner-Steinbrech, Magerwiesen-Margerite, Mondraute, Moor-Labkraut, Nesselblättrige Glockenblume, Perücken-Flockenblume, Quell-Sternmiere, Quellen-Hornkraut, Roter Fingerhut, Rundblättrige Glockenblume, Ruprechtskraut, Salbei-Gamander, Scharfer Hahnenfuß, Schlangen-Knöterich, Schmalblättriges Weidenröschen, Schmalblättriges Wollgras, Schwarze Teufelskralle, Spitzlappiger Frauenmantel, Sumpf-Dotterblume, Sumpf-Labkraut, Sumpf-Pippau, Sumpf-Schachtelhalm, Sumpf-Veilchen, Sumpf-Vergissmeinnicht, Sumpf-Weidenröschen, Teich-Schachtelhalm, Trollblume, Ufer-Schachtelhalm, Vogel-Wicke, Wald-Ehrenpreis, Wald-Engelwurz, Wald-Erdbeere, Wald-Gelbstern, Wald-Habichtskraut, Wald-Ruhrkraut, Wald-Schaumkraut, Wald-Storchschnabel, Waldmeister, Wasserdost, Wechselblättriges Milzkraut, Weißes Labkraut, Wiesen-Bocksbart, Wiesen-Bärenklau, Wiesen-Flockenblume, Wiesen-Kerbel, Wiesen-Kümmel, Wiesen-Pippau, Wiesen-Labkraut, Wiesen-Platterbse, Wiesen-Schaumkraut, Wilde Möhre, Wirbeldost, Zaun-Wicke, Zottiges Weidenröschen, Zwiebel-Zahnwurz.

## Schutzzweck
Laut Naturschutzgebiets-Ausweisung wurde das Gebiet zum Naturschutzgebiet ausgewiesen, um zur Sicherung des ökologischen Netzes Natura 2000 der EU im Sinne der FFH-Richtlinie und ferner zur Erhaltung und Entwicklung von Lebensgemeinschaften und Lebensstätten wildlebender, teils gefährdeter Arten, von Tier- und Pflanzenarten beizutragen. Wie bei allen Naturschutzgebieten in Deutschland wurde in der Schutzausweisung darauf hingewiesen, dass das Gebiet „wegen der Seltenheit, besonderen Eigenart und Schönheit des Gebietes“ zum Naturschutzgebiet wurde.